# Cameron Clark (rugby à XV)
Pour les articles homonymes, voir Cameron Clark (homonymie) et Clark.

a Compétitions nationales et continentales officielles uniquement.

b Matchs officiels uniquement.
Dernière mise à jour le 26 janvier 2022.
Cameron Clark est un joueur de rugby à sept et à XV australien né en Nouvelle-Zélande. En 2012, il fait ses débuts avec l'équipe d'Australie de rugby à sept avec qui il dispute les World Series, les Jeux du Commonwealth, la coupe du monde et les jeux olympiques. En 2017, il fait son retour en rugby à XV dans la franchise de Super Rugby des Waratahs.

## Biographie
Cameron Clark est né le 20 mars 1993 à Auckland en Nouvelle-Zélande. Il est le fils de Greg Clark, journaliste sportif originaire du Queensland qui passe dix années en Nouvelle-Zélande. Il revient en Australie avec sa famille en 1997.

## Carrière
Il dispute la saison 2013 de Shute Shield avec l'équipe de la banlieue nord de Sydney des Northern Suburbs RFC. En 2013, Cameron Clark est sélectionné pour participer à la coupe du monde où l'Australie se fait éliminer en quart de finale par l'Angleterre (17-21).
Au cours de la saison 2013-2014, il fait partie de l'équipe type de la saison. En 2014, il est retenu pour disputer les jeux du Commonwealth à Glasgow en Écosse. Cameron Clark et les australiens remportent la médaille de bronze. Il est titularisé pour le dernier match face aux Samoa (24-0). En 2016, il est retenu pour disputer les premiers jeux olympiques de l'histoire de la discipline, se terminant sur une décevante huitième place.
Il dispute la saison 2016 de National Rugby Championship avec les North Harbour Rays. Il s'engage également avec la franchise des Waratahs pour la saison 2017 du Super Rugby.

## Palmarès
- Troisième aux jeux du Commonwealth en 2014